# Josef Novák (kněz)
Josef František Novák (celým jménem Josef František de Paula Novák, chorvatsky Josip Franjo di Paola Nowak; 6. září 1767, Semily – 13. června 1844, Jindřichův Hradec) byl český římskokatolický kněz, který v letech 1823 až 1843 působil jako arcibiskup v chorvatském Zadaru a byl titulární biskup larisský.

## Studium a kněžské působení
Narodil se v Semilech v tehdejší Habsburské monarchii, v rodině tamějšího kantora. Během jeho studií na gymnáziu v Českých Budějovicích, se ho ujal strýc, pozdější farář v Chotovinách u Tábora. Ten ho vyučoval i hudbě. Po gymnáziu začal Novák roku 1786 studovat filozofii. Získal zvláštní vyznamenání a byl přijat do kněžského semináře ve Vídni, aby se připravil na duchovní službu vojenského kaplana.
27. ledna 1793 ho v Českých Budějovicích vysvětil na kněze biskup Schaffgotsche a primici slavil u svého strýce v Chotovinách. Nastoupil jako kaplan v Kovářově u Orlíku a brzy se stal zámeckým kaplanem na Hluboké.
Když propukly napoleonské války, byl povolán ke granátnickému pluku, v němž sloužil 10 let a účastnil se řady bitev, např. dobytí Mohuče roku 1795 nebo v bojích, které vedl arcivévoda Karel Habsburský, nebo při obléhání Mantovy. Své duchovní povinnosti vykonával horlivě, ošetřoval raněné, až nakonec sám onemocněl. Po více než půl roce opět nastoupil do armády a účastnil se bojů na jihozápadě. Záhy vzbudil pozornost vedoucích osobností. Roku 1803 (1804) byl z vojska propuštěn a stal se prvním rektorem nově zřízeného kněžského semináře v Českých Budějovicích. Ve funkci profesora v Českých Budějovicích vyučoval dogmatiku a hermeneutiku. Roku 1807 se stal biskupským radou a roku 1817 (1819) kanovníkem kapituly v Českých Budějovicích.

## Arcibiskup vZadaru

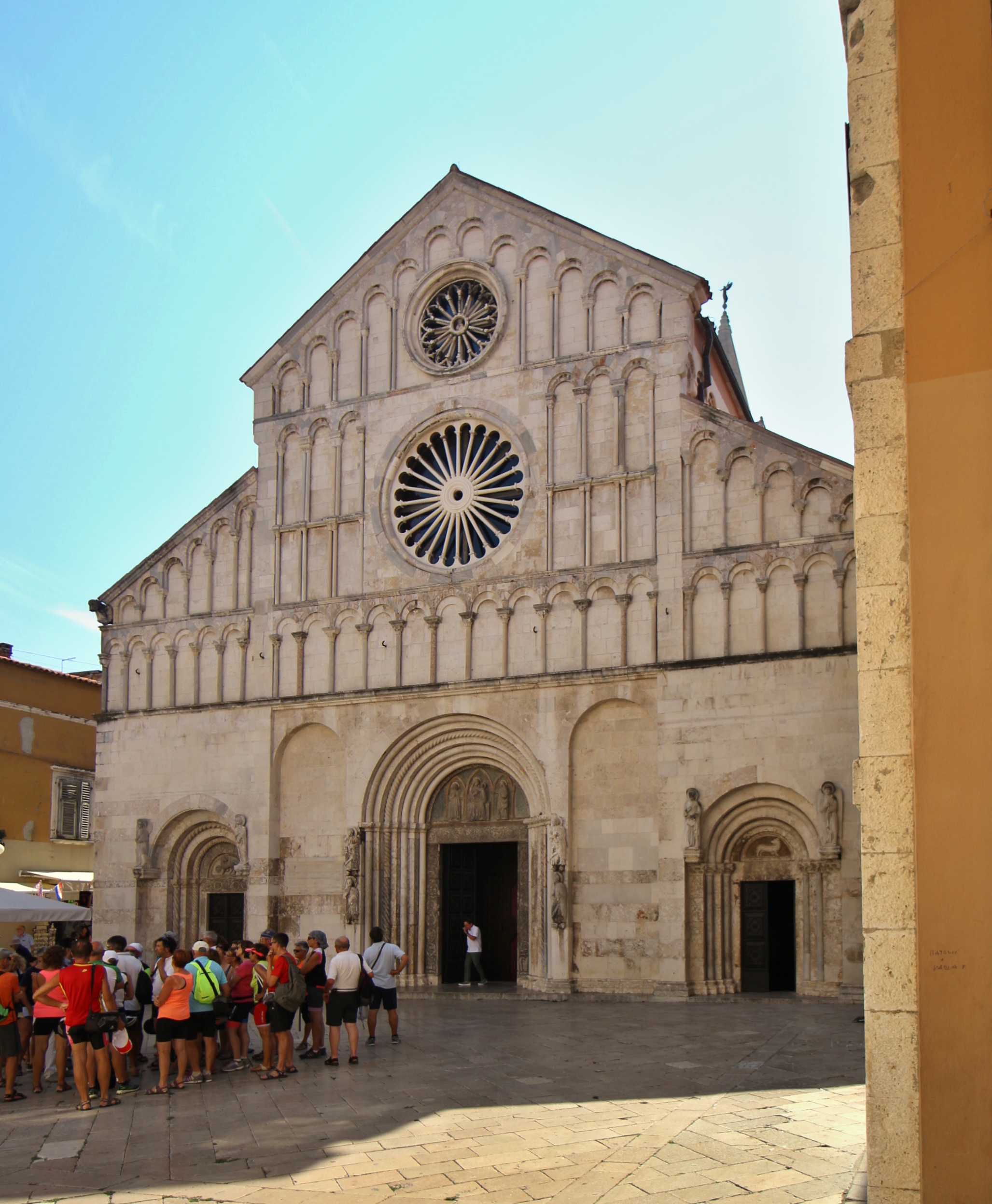
Katedrála sv. Anastázie v Zadaru

Pro zásluhy ho roku 1821 jmenoval císař František I. arcibiskupem v Zadaru v Dalmácii a 27. září 1822 jej papež Pius VII. v této funkci potvrdil. Odebral se pak 23. dubna 1823 přes Rijeku, kde ho čekala zadarská kapitula s lodí, do Zadaru, kam dojel 10. května 1823.
V Zadaru obnovil katedrálu a kapitulu. Dosáhl také zřízení církevní metropolie pro celou Dalmácii v Zadaru, když zanikly metropolie ve Splitu a Dubrovníku. Ačkoli svůj úřad vykonával velmi svědomitě, od počátku měl poněkdu ztíženou pozici, jelikož nebyl chorvatského původu. Proti němu stála kapitula i guvernér, přesto se mu podařilo za 16 let zvelebit církevní a školské poměry v celé arcidiecézi.
Trvalé nepřátelství však nakonec mělo neblahý vliv na jeho ducha. Začal trpět depresemi, které významně omezovaly jeho činnost. Roku 1837 dostoupil jeho špatný zdravotní stav vrcholu. Jakmile se o jeho špatném zdravotním stavu dozvěděl jeho bratr Antonín, v Semilech, ihned za ním odjel. Po cestě se zastavil ve Vídni, kde dostal od státního rady Gistela doporučení, aby přiměl svého bratra k rezignaci a návratu do Čech.

## Závěr života
Arcibiskup zprvu odmítal Zadar a arcidiecézi opustit, ale pak přece jen svolil a Zadar opustil. Za své nové působiště si vybral Jindřichův Hradec, kam přijel 8. října 1830 ve stáří 62 let. Tam se záhy podstatně zotavil ve společnosti svého přítele probošta Jühna. Na svou funkci zadarského arcibiskupa rezignoval až po 12 letech, 9. října 1842. Následně byl jmenován titulárním arcibiskupem arcidiecéze larisské. Krátce poté, 13. června 1844, zemřel ve stáří 77 let jako emeritní arcibiskup zadarský.